# Asbóth Sándor (vegyész)
Nemescsói Asbóth Sándor (Máramarossziget, 1860. március 4. – Pozsony, 1898. február 18.) bölcselettudor, kereskedelmi akadémiai tanár, állami vegyész.

## Élete
Asbóth Károly pénzügyi tanácsos fia. Középiskolai tanulmányait a szarvasi gimnáziumban kezdte s a temesvári állami főreáliskolában fejezte be. 1879-ben a budapesti József műegyetemen vegytant és természetrajzt tanult; a második évben a középiskolai tanár-képzőintézet rendkívüli, a 3. évben rendes tagja lett. 1883-ban tanári s 1884-ben tudori oklevelet nyert a vegytan-természetrajzi szakból. 1882 decemberében alkalmazást nyert a budapesti állami vegykísérleti állomásnál, segédvegyészi minőségben. 1882. szeptember 1-től a pozsonyi kereskedelmi akadémián a vegytan, áruisme(ret) és technológia tanára volt.

## Művei
Értekezései legnagyobb részt a Magyar Tudományos Akadémia kiadványaiban jelentek meg, s ismertetve vannak részben a Zeitschrift für analytische Chemie, Chemiker Zeitung és a The Analyst folyóiratokban. 1889-ben a Chemiker Zeitung szerkesztőjének felhivására elvállalta a magyarországi szesz és czukoripar ismertetését és ezekről időről időre czikkeket közöl a nevezett lapban. Czikkei még a Természettudományi Közlönyben, a Fővárosi Lapokban (1888.) és egy birálat a Tanáregylet Közlönyében jelentek meg.
Önálló művei:
- A közönséges vagyis dinatrium-hydrophosphat hatásáról különféle neutralis sókra. Budapest, 1884.
- A Kjeldahl-féle lényegmeghatározási módszer tágabb-körű alkalmazása. Budapest, 1885. (Különnyomat a Math. és Term. Értesítő IV. kötetéből.)
- Uj módszer a keményítő quantitativ meghatározására. Két Közlemény. Budapest, 1887. (Különny. a Math. és Term. Ért. V. k.)
- Van-e a gabonaneműekben czukor? Budapest, 1888. (Különny. a Math. és Term. Ért. VI. k.)
- Az amylalkoholok pyridin tartalmáról. Budapest, 1889. (Különny. a Math. és Term. Ért. VII. k.)
- A disznózsír hamisításának felismerése. Budapest, 1889. (Különny. a Math. és Term. Ért. VII. k.)
- Bevezetés a vegytanba. Pozsony, é. n.
- Asbóth Sándor, dr. Áruisme alsófokú kereskedelmi iskolák II. és III. osztálya számára. (8-r. 63 l.) Pozsony-Bpest, 1890
- Asbóth Sándor, dr. Áruisme és technologia kereskedelmi akadémiák és kereskedelmi középiskolák használatára. 59 ábrával. (8-r. XX és 332 l.) Pozsony és Bpest, 1892
- A kereskedelmi akadémiák és középkereskedelmi iskolák használatára, az uj tanterv alapján. A szöveg közé nyomott számos ábrával. (8-r. 138 és IV l.) Bpest, 1892 (Hankó Vilmossal)
- A szervetlen chemia rövid összefoglalása szigorlatra készülő egyetemi és műegyetemi hallgatók részére és magánhasználatra. (134 l.) 1896.  (Egyetemes Ismeretek Tára 2.)
- A szerves chemia rövid összefoglalása. (136 l.) 1896. (Egyetemes Ismeretek Tára 5.)
- A szervetlen kémia rövid összefoglalása szigorlatra készülő egyetemi és műegyetemi hallgatók részére, valamint magánhasználatra. 2. bőv. kiad. Teljesen átdolg.: Jámbor József. Bp., 1912